# Třída Tiger (typ 148)
Třída Tiger (typ 148) je třída raketových člunů postavených pro německé námořnictvo. Celkem bylo postaveno 20 jednotek této třídy. Německé námořnictvo všechny své čluny vyřadilo v průběhu let 1998–2002. Část lodí poté odkoupilo řecké (6), chilské (6) a egyptské námořnictvo (5).

## Stavba
Celá třída vznikla jako derivát raketových člunů rodiny La Combattante II francouzské loděnice Constructions Mécaniques de Normandie (CMN). Skládala se z 20 jednotek zařazených do služby v letech 1972–1975.

## Konstrukce

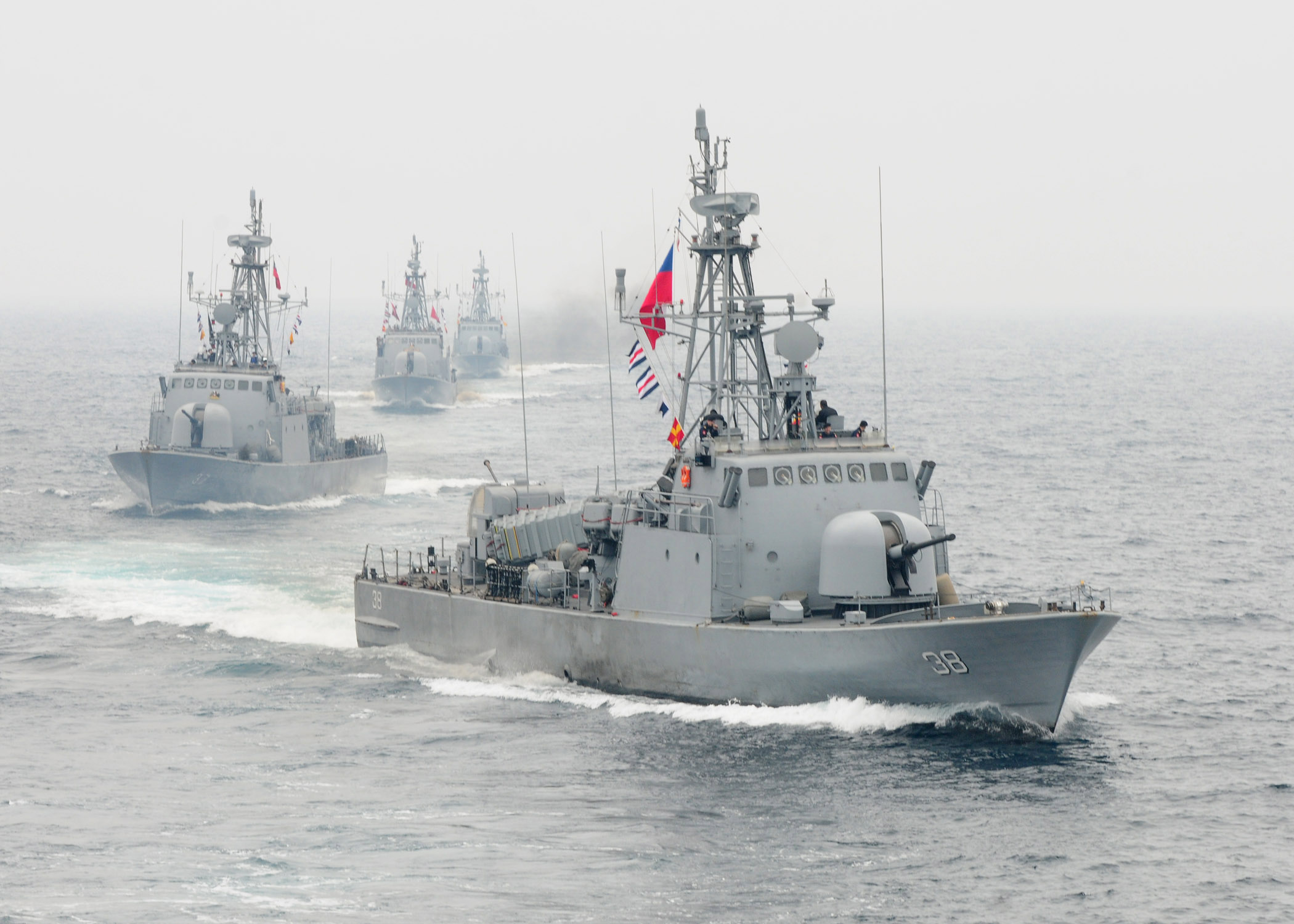
Chilské raketové čluny třídy Tiger

Hlavňovou výzbroj člunů tvořil jeden 76mm kanón OTO Melara v dělové věži na přídi a 40mm kanón Bofors ve věži na zádi. K boji proti hladinovým lodím plavidla dostala čtyři francouzské protilodní střely MM.38 Exocet. Mohou rovněž klást námořní miny. Pohonný systém tvoří čtyři diesely MTU MD 16V 538 TB90, roztáčející čtyři lodní šrouby. Nejvyšší rychlost dosahuje 36 uzlů.